# Berliner Lokal-Anzeiger

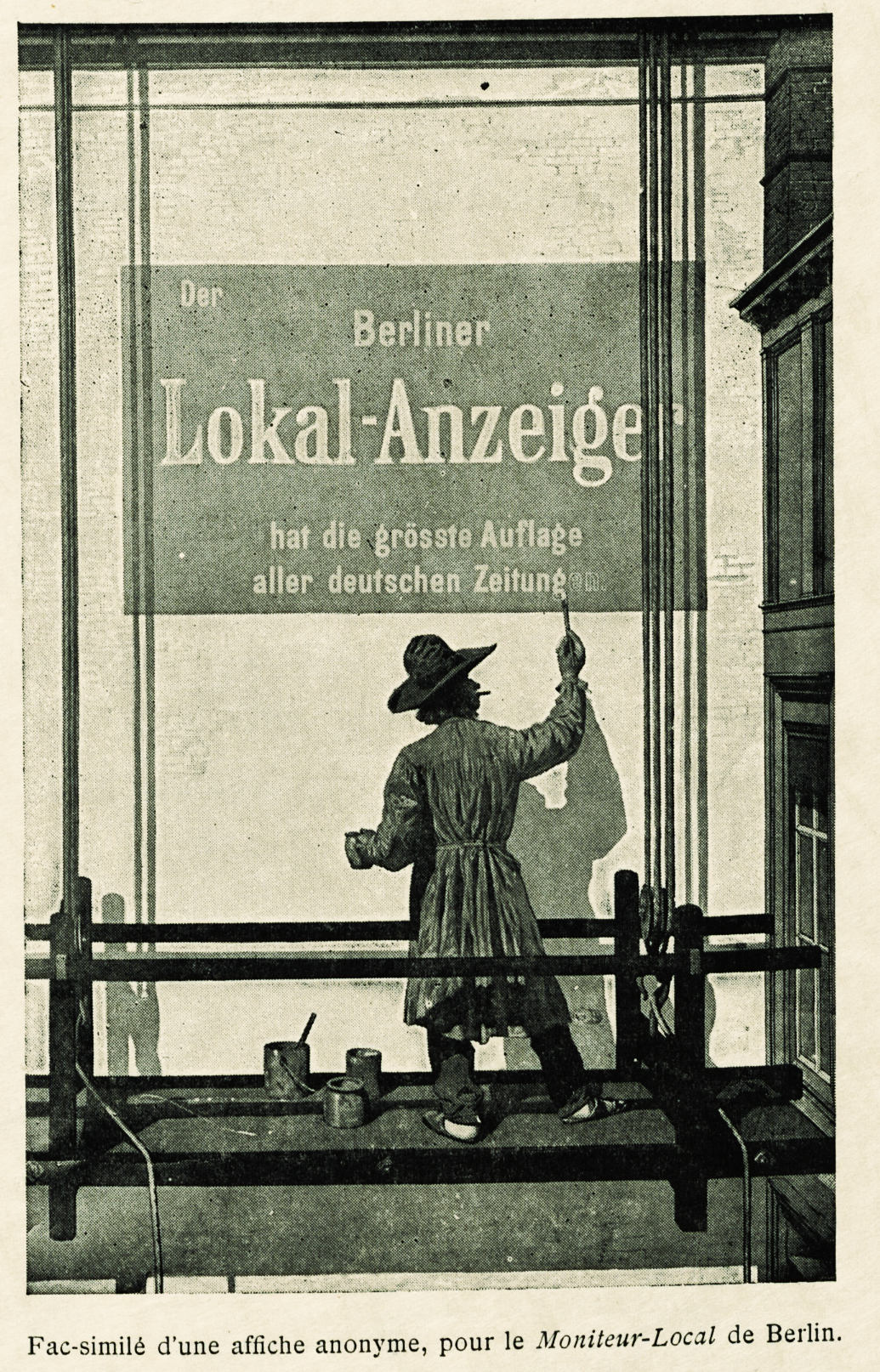
Werbeplakat, Der Berliner Lokal-Anzeiger um 1886 aus dem französischen Buch Les affiches étrangères illustrées

Der Berliner Lokal-Anzeiger – „Central Organ für die Reichshauptstadt“ – war eine 1883 von August Scherl als Anzeigenblatt gegründete Berliner Tageszeitung, deren Redaktionssitz sich im Berliner Zeitungsviertel in der Zimmerstraße auf dem Gelände des heutigen Axel Springer Campus befand.

## Geschichte

### Gründung und Entwicklung unter Scherl
Der im Untertitel als „Central Organ für die Reichshauptstadt“ bezeichnete Berliner Lokal-Anzeiger war wegen der neuartigen Finanzierung über Anzeigen und des dadurch sehr günstigen Abgabepreises ein völlig neuer Zeitungstyp in der Berliner Medienlandschaft und gilt als Vorreiter der General-Anzeiger. Erstmals wurden hier Nachrichten auch auf ihre Richtigkeit überprüft. Am 3. November 1883 erschien die erste Ausgabe des kostenlosen Anzeigers mit einer Startauflage von 200.000 Exemplaren, die von 2000 Austrägern in der Stadt verteilt wurden. Das Blatt erschien zunächst nur wöchentlich am Sonntag, später dreimal in der Woche. Ab 1885 erschien die Zeitung täglich, ab 1899 wegen der scharfen Konkurrenz auf dem Berliner Zeitungsmarkt zweimal täglich als Morgen- und Abendausgabe, blieb aber bis auf eine geringe Zustellgebühr zunächst noch kostenlos.

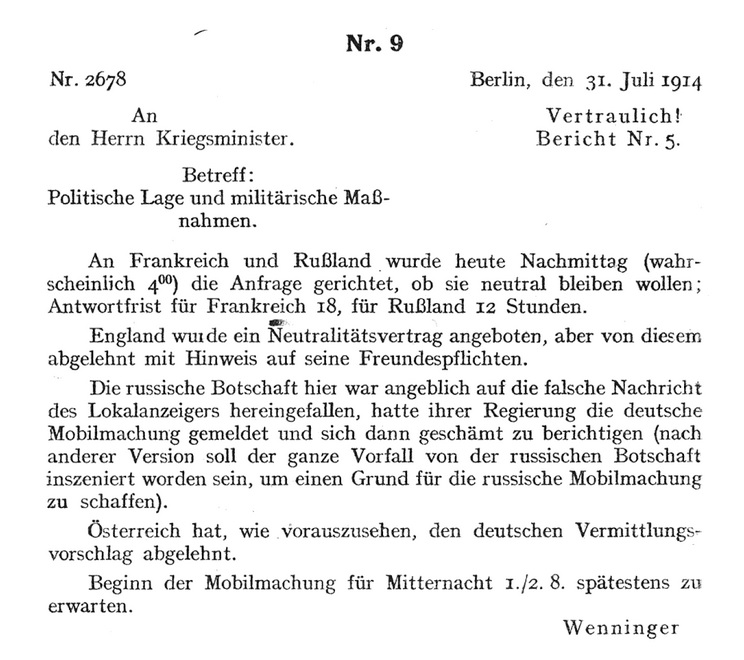
Diplomatische Einschätzung der Wirkung der Falschnachricht von Karl Wenninger einen Tag später

Den Ansichten ihres Gründers entsprechend war die politische Berichterstattung national-konservativ orientiert, der Anzeiger berichtete auch häufig über patriotische Anliegen wie etwa den Flottenverein. Wegen Verschuldung verkaufte Scherl 1888 einige Anteile, Herausgeber war seitdem die „Berliner Lokal Anzeiger August Scherl Compagnie“. Der Anzeiger war in den Jahrzehnten um die Jahrhundertwende eine von 15 täglich erscheinenden Zeitungen in Berlin und gehörte stets zu den auflagenstärksten. Um 1902 holte die liberale Berliner Morgenpost des Ullstein Verlages die Auflagenhöhe des Lokal-Anzeigers ein. 1913/14 zog sich August Scherl aus seinen Presse-Unternehmungen zurück.

### Falschmeldung in der Julikrise
In der höchst angespannten politischen Situation in den letzten Tagen der Julikrise nach der Kriegserklärung Österreich-Ungarns an Serbien und der daraufhin erfolgten russischen Teilmobilmachung ließ der Berliner Lokal-Anzeiger am frühen Nachmittag des 30. Juli 1914 gegen 14:30 Uhr ein vorbereitetes Extrablatt mit der Schlagzeile „Die Entscheidung ist gefallen!“ drucken, in dem er die falsche Nachricht verbreitete, Kaiser Wilhelm II. habe die sofortige Mobilmachung der deutschen Truppen befohlen. Obwohl dies vom Auswärtigen Amt umgehend dementiert wurde und auch die Zeitung selbst am Abend einen Rückzieher machte (das Extrablatt sei „durch einen groben Unfug verbreitet“ worden), wurde die Meldung vor dem Hintergrund der hektischen Nachrichtenlage von verschiedenen in- und ausländischen Akteuren, darunter angeblich die russische Botschaft in Berlin, für wahr gehalten. Bis heute ist unklar, inwieweit diese Falschmeldung Einfluss auf die Entscheidung von Zar Nikolaus II. hatte, am gleichen Nachmittag für das Russische Reich die Generalmobilmachung zu beschließen, was dann unmittelbar den Ausbruch des Ersten Weltkriegs veranlasste. Der Medienhistoriker Holger Böning stellte 2015 fest, dass auch die zum einhundertsten Jahrestag des Kriegsausbruchs neu erschienene Forschungsliteratur keine Erkenntnisse darüber erbracht hat, welche Akteure hinter dem „mysteriösen Extrablatt“ standen. Nach seiner Einschätzung wurde zweifellos „die Presse genutzt, um die Krise zu verschärfen“.

### Bestandteil der Hugenberg-Presse

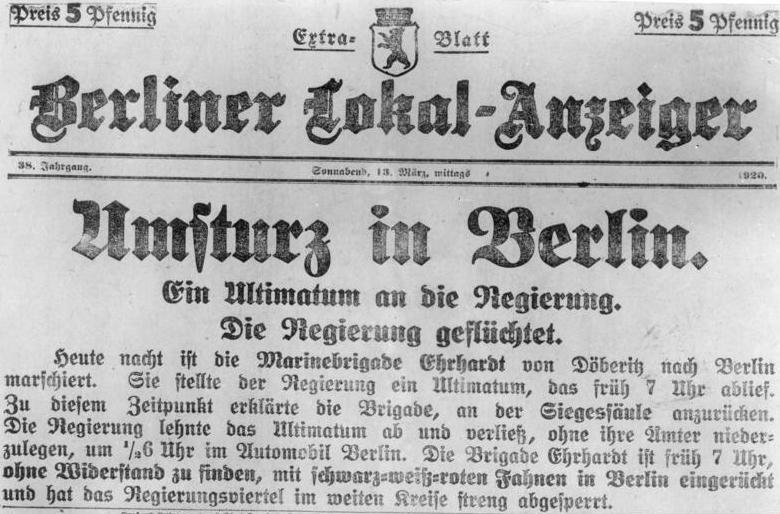
Extrablatt vom Mittag des 13. März 1920 mit Meldung über den Kapp-Putsch

Von August 1914 bis Dezember 1918 gab der Lokalanzeiger wöchentlich die illustrierte Deutsche Kriegszeitung heraus.
1916 übernahm eine Finanzgruppe von Ruhrindustriellen unter Führung von Alfred Hugenberg den Berliner Scherl-Verlag für 6,1 Millionen Goldmark. Seitdem befand sich die Zeitung unter der Kontrolle Hugenbergs und wurde zu einem wichtigen Bestandteil des nationalkonservativen Hugenberg-Konzerns.
Während der Novemberrevolution besetzten am 9. November 1918 linke Kräfte entgegen dem Wunsch Rosa Luxemburgs die Redaktion des Lokal-Anzeigers und gaben unter Verwendung des Satzes der Zeitung die ersten beiden Nummern des späteren kommunistischen Parteiorgans Die Rote Fahne heraus. Am 11. November besetzten regierungstreue Militäreinheiten den Verlag, sodass die Zeitung zwei Tage später wieder in der alten Form erschien.

### Ende
1944 übernahm die NSDAP den Scherl-Verlag für 64,1 Millionen Reichsmark von Alfred Hugenberg. Der Berliner Lokal-Anzeiger wurde mit der Berliner Morgenpost vereinigt und nach der Niederlage des Deutschen Reiches 1945 vom Alliierten Kontrollrat verboten.

## Mitarbeiter
- Kurt Balzer
- Herbert Bothe
- Rolf Brandt
- Samuel Breslauer (Politik, stellvertretender Chefredakteur)[9]
- Kurt Doerry (Sport)[9]
- Hans Dominik
- Hans W. Fell (stellvertretender Chefredakteur)
- Johannes W. Harnisch (Politik)[9]
- Alfred Georg Hartmann (Feuilleton)[9]
- Elsa Herzog
- Friedrich Hussong (Politik)[9]
- Wilhelm John
- Wilhelm Klatte (Feuilleton, Musikkritik)[9]
- Otto Kriegk
- Hugo von Kupffer (Chefredakteur)
- Adolf Lange (Chefredakteur)
- Fritz Lucke (Chefredakteur)
- Erich Metzger (Chefredakteur)
- Ludwig Misch (Musikkritik)
- Carl Mühling (Politik)[9]
- Victor Ottmann
- Beda Prilipp
- Oskar Theodor Schweriner
- Carl Sennewald
- Emil Serman
- Franz Servaes (Feuilleton, Kunstkritik)[9]
- Ludwig Sternaux (Feuilleton, Theaterkritik)[9]
- Hans Georg von Studnitz
- Henry F. Urban